# Pfarrkirche Moosbrunn

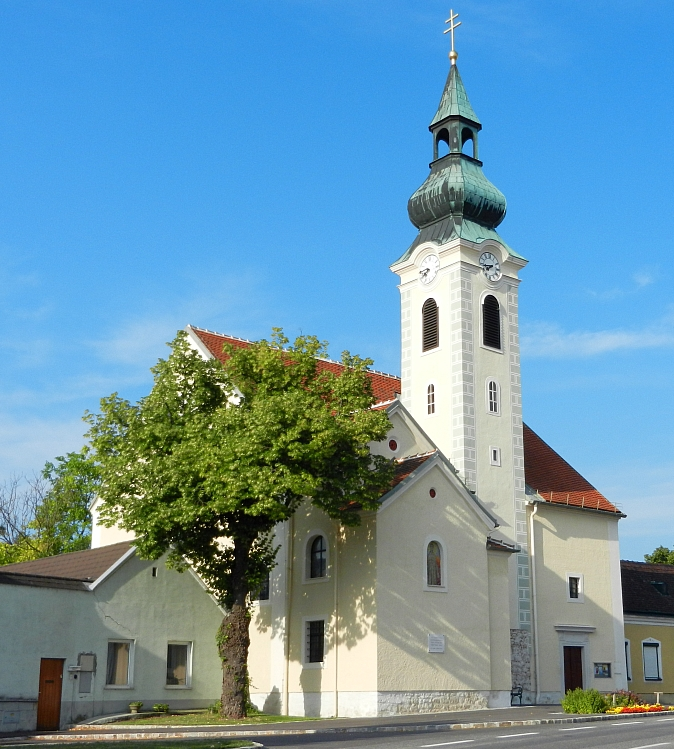
Katholische Pfarrkirche hl. Lorenz in Moosbrunn

Die römisch-katholische Pfarrkirche Moosbrunn steht am Hauptplatz der Gemeinde Moosbrunn im Bezirk Bruck an der Leitha in Niederösterreich. Die dem Patrozinium des Heiligen Laurentius unterstellte Pfarrkirche gehört zum Dekanat Schwechat in der Erzdiözese Wien. Die Kirche steht unter Denkmalschutz (Listeneintrag).

## Geschichte
Die ursprüngliche Kirche des 12. Jahrhunderts war eine Filiale der Pfarrkirche Traiskirchen und wurde 1312 zur Pfarrkirche erhoben. 1684 wurde eine Kapelle errichtet. In der zweiten Hälfte des 18. Jahrhunderts wurden zwei Seitenschiffe angebaut. Im Jahr 1789 wiederum Pfarre im Zuge der Entweihung der Friedhofskirche. 1861 war ein Brand und 1870 erfolgte die Renovierung.

## Architektur
Die dreischiffige barocke Staffelkirche hat einen eingestellten Nordturm.
Der Kirchenbau unter einem Satteldach zeigt an den Ecken und am Turm eine Ritzquaderung. Nördlich zum Hauptplatz gibt es zwischen dem Turm und einem Sakristei- und Oratoriumsanbau um 1870 ein profiliertes Rechteckportal mit einer geraden Verdachung aus dem vierten Viertel des 17. Jahrhunderts. Der Turm verjüngt sich nach oben, er hat schartenartige Öffnungen, rundbogige Schallfenster und profilierte Uhrengiebel, der Turm trägt einen Zwiebelhelm mit Laterne 1949 erneuert. Südlich ist ein Kapellenanbau. 
Das Kircheninnere zeigt eine Staffelkirche, das Mittelschiff hat ein vierjochiges Stichkappentonnengewölbe aus dem vierten Viertel des 17. Jahrhunderts, das Mittelschiff schließt mit einem flachen Bogen in der ganzen Breite, das Gewölbe ruht auf Pfeilern mit vorgelegten gestuften Pilastern mit profilierten Kämpferkapitellen, die Seitenschiffe haben Platzlgewölbe aus der zweiten Hälfte des 18. Jahrhunderts, südlich mit vier Jochen, nördlich bedingt durch den eingestellten Turm östlich davon mit zwei Jochen, die Seitenschiffjoche sind mit Rundbogenarkaden zum Mittelschiff geöffnet. Die Westempore hat eine kassettierte Holzbürstung, nördlich und südlich Aufgänge, der südliche Aufgang ist gewendelt und hat ein Gusseisengeländer aus dem Ende des 19. Jahrhunderts. Im Bereich des dritten Joches des südlichen Seitenschiff befindet sich südlich eine kreuzgratgewölbte Kapelle wohl aus dem 19. Jahrhundert. Das Turmerdgeschoß mit einem Kreuzgratgewölbe aus dem 17. Jahrhundert hat wohl einen mittelalterlichen Baukern.

## Ausstattung
Die Gewölbefelder und die Gurtbögen der Seitenschiffe tragen schlichten Stuckdekor.

## Einrichtung
Der Hochaltar aus der Mitte des 18. Jahrhunderts als Doppelsäulenretabel hat einen gebrochenen Segmentbogen über ausladenden Gebälkstücken. Anstatt des ehemaligen Altarbildes hat der Altar einen Kruzifix wohl aus dem Ende des 18. Jahrhunderts. Über den Opfergangsportalen befinden sich Steinstatuen der Heiligen Florian und Laurentius.
Der Seitenkapellenaltar mit Teilen aus dem Anfang des 18. Jahrhunderts zeigt ein Bild Mariahilf und trägt darüber eine plastische Gruppe Mariä Krönung.
Die Orgel in einem neobarocken Gehäuse ist mit 1925 bezeichnet ud wurde von Wilhelm Zika sen. gebaut.